# 电离平衡
电离平衡是一种化学现象，通常发生在具有极性共价键的化合物溶于水中的情况。

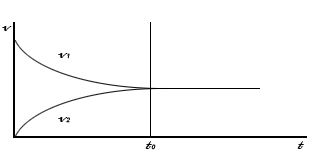
电离平衡示意图

## 概念与定义
具有极性共价键的弱电解质(例如部分弱酸、弱碱)溶于水时，其分子可以微弱电离出离子；同时，溶液中的相应离子也可以结合成分子。一般地，自上述反应开始起，弱电解质分子电离出离子的速率不断降低，而离子重新结合成弱电解质分子的速率不断升高，当两者的反应速率相等时，溶液便达到了电离平衡。此时，溶液中电解质分子的浓度与离子的浓度分别处于稳定状态，不再发生变化。
用简单的语言概括电离平衡的定义，即：在一定条件下，弱电解质的离子化速率等于其分子化速率。
在右侧的示意图中，横轴表示反应时间，纵轴表示反应速率，曲线v1表示弱电解质分子电离出离子的速率，曲线v2表示离子结合成弱电解质分子的速率。如图所示，经过时间t0，两个反应的速率相等，此时溶液达到电离平衡。

## 平衡方向的改变
在上述反应过程中，弱电解质分子电离与离子结合成为分子，二者共同构成一组可逆反应。常以弱电解质分子电离出离子的反应方向为正反应方向，以离子重新结合成弱电解质分子的反应方向为逆反应方向。
与化学平衡一样，电离平衡是可以因为条件变化(如浓度、温度、酸碱性等)而移动的。
以下列表归纳了外界条件变化对电离平衡及c(H+)的影响，这里假设弱电解质AB可以电离成(A+)和(B−),且电离过程吸热，则
| 电离方程式   | AB＝(可逆反应)＝(A+)+(B−) |              |
| 条件改变内容 | v(正),v(逆)关系           | 平衡移动方向 |
| 增大c(AB)    | v(正)＞v(逆)              | 向右         |
| 减小c(AB)    | v(正)＜v(逆)              | 向左         |
| 增大c(A+)    | v(正)＜v(逆)              | 向左         |
| 减小c(A+)    | v(正)＞v(逆)              | 向右         |
| 增大c(B−)    | v(正)＜v(逆)              | 向左         |
| 减小c(B−)    | v(正)＞v(逆)              | 向右         |
| 稀释溶液     | v(正)＞v(逆)              | 向右         |
| 升高温度     | v(正)＞v(逆)              | 向右         |
| 降低温度     | v(正)＜v(逆)              | 向左         |

为了便于理解，可以参考醋酸(CH3COOH)的电离平衡，将CH3COOH代入上表的AB，将H+代入A+，将CH3COO−代入B−。
另外，电离平衡也遵循勒夏特列原理。

## 示例
- 醋酸电离成氢离子和醋酸根离子

{\displaystyle {\ce {CH3COOH <=> H+ + CH3COO-}}}
- 氨水电离成铵根离子和氢氧根离子

{\displaystyle {\ce {NH3.H2O <=> NH4+ + OH-}}}
- 磷酸的分步电离

{\displaystyle {\ce {H3PO4 <=> H+ + H2PO4-}}}
{\displaystyle {\ce {H2PO4- <=> H+ + HPO4^{2-}}}}
{\displaystyle {\ce {HPO4^{2-}<=> H+ + PO4^{3-}}}}
多元弱酸、弱碱的酸碱性主要是由其第一步电离所决定的，因为每一步的电离常数（K电离）往往相差104 - 105倍。